# Ай-Ягортигол
Ай-Ягортигол — река в России, протекает по территории Нижневартовского района Ханты-Мансийского АО. Устье реки находится в 8 км от устья по правому берегу реки Эллеигол. Длина реки — 35 км.
Притоки: Кулымломигол, Вонтлёкенигол, Ягмонтигол.

## Данные водного реестра
По данным государственного водного реестра России относится к Верхнеобскому бассейновому округу, водохозяйственный участок реки — Вах, речной подбассейн реки — бассейн притоков (Верхней) Оби от Васюгана до Ваха. Речной бассейн реки — (Верхняя) Обь до впадения Иртыша.